# Karlstad (Troms)
Karlstad est une localité du comté de Troms, en Norvège.

## Géographie
Administrativement, Karlstad fait partie de la kommune de Målselv.